# Ricardo Legorreta

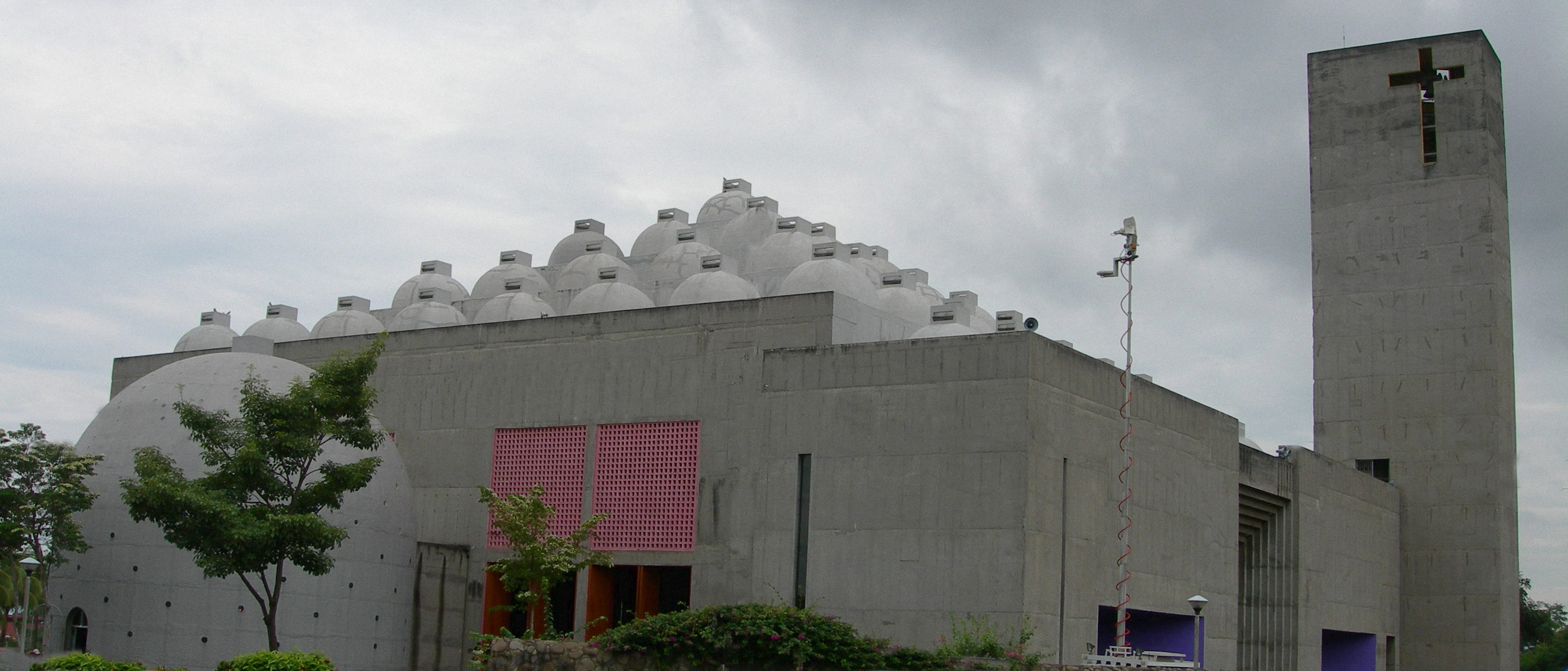
Catedral em Managua

Ricardo Legorreta Vilchis (7 de maio de 1931, Cidade do México - 30 de dezembro de 2011) foi um dos mais importantes arquitetos mexicanos.
Formou-se arquiteto em 1953 pela Universidad Nacional Autonoma de Mexico. Depois da graduação Legorreta trabalha para Jose Villagran Garcia na Cidade do México, tornando-se sócio 1955. Em 1960 Legorreta trabalha sozinho e em 1964 tem seu próprio escritório Legorreta Arquitectos, Cidade do México, que hoje se chama Legorreta+Legorreta.  
Legorreta projetou diversos tipos de edifícios. Embora em diferentes escalas, todos tem uma harmônica composição de espaço, luz e cor.
Recebe a AIA Gold Medal, Instituto Americano de Arquitetos (AIA), em 2000, e o Praemium Imperiale em 2011.

## Principais obras
- Hotel Camino Real México, 1965, (Col. Azures, Cidade do México, México)
- Fabrica IBM Guadalajara, 1975 (Guadalajara, Jalisco, México)
- Casa Montalbán, 1985 (Hollywood, Califórnia, Estados Unidos)
- Museo de Arte Contemporáneo de Monterrey, (Monterrey, México)
- Tustin Market Place, 1988 (Tustin, Califórnia, Estados Unidos)
- Pershing Square, 1994 (Los Angeles, Califórnia, Estados Unidos)
- Cathedral,1994 (Managua, Nicaragua)
- The Tech Museum of Innovation, 1998 (San Jose, Califórnia, Estados Unidos)
- Sheraton Abandoibarra Hotel, 2004 (Bilbau, ESpanha)
- Max Palevsky Residential Commons, 2001 (Chicago, Illinois, Estados Unidos)
- San Antonio Public Library, Texas
- Secretaría de Relaciones Exteriores (Torre Tlatelolco), (Cidade do México, México)
- UCSF Mission Bay Bakar Fitness and Recreation Center, 2005 (San Francisco, Califórnia, Estados Unidos)
- Texas A&M University at Qatar, 2007 (Education City, Doha, Qatar)
- Carnegie Mellon University (Qatar), 2008 (Education City, Doha, Qatar)